# Пам'ятник Гурову

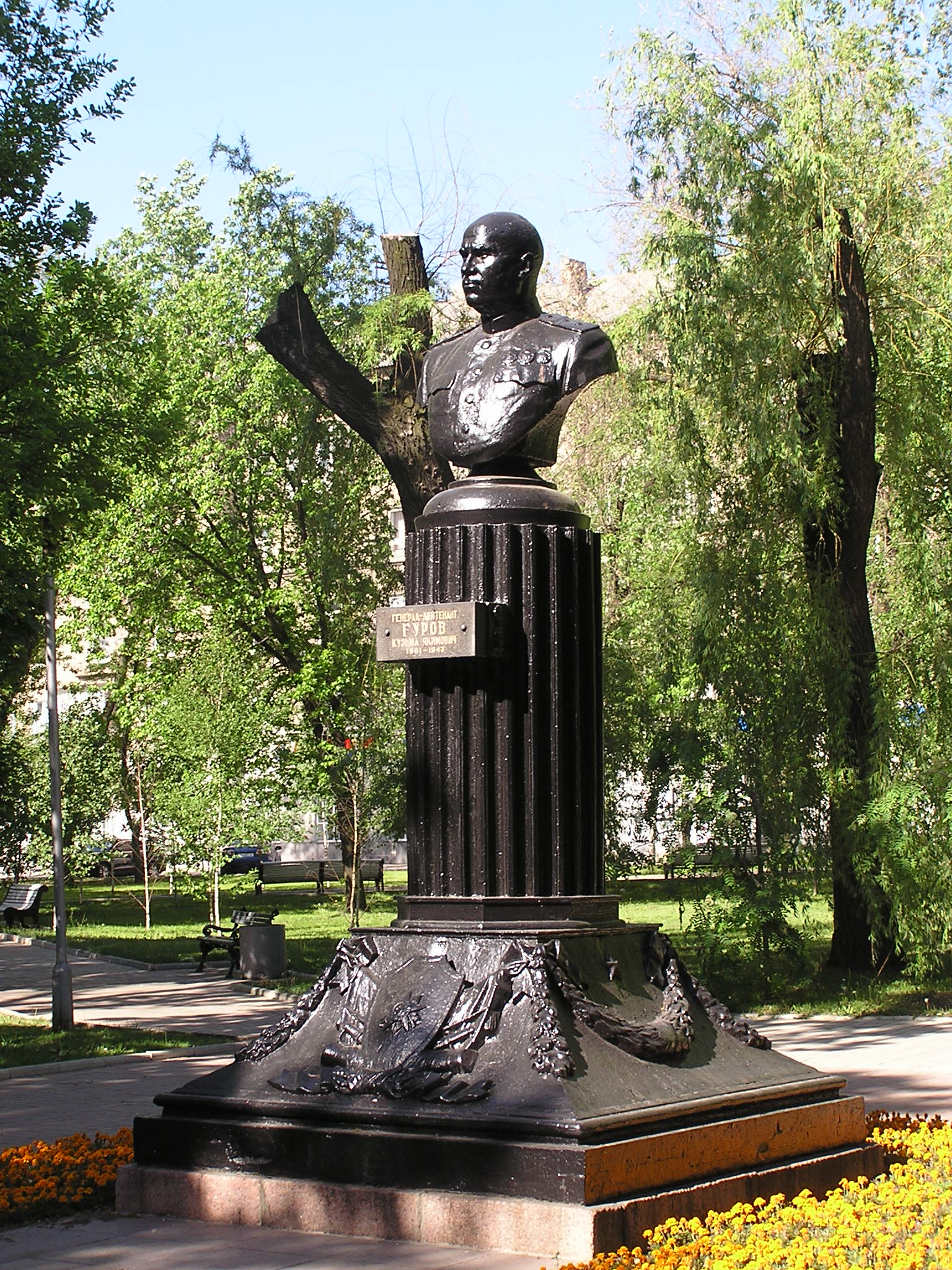
Пам'ятник Гурову

Па́м'ятник Гу́рову встановлено в Донецьку на могилі генерал-лейтенанта, члена Військової Ради Південного фронту Кузьми Акимовича Гурова. Знаходиться у Ворошиловському районі Донецька, у сквері Театральної площі.
Гуров — один з керівників звільнення Донбасу від німецької окупації. Він помер 25 вересня 1943 року від серцевого нападу, його тіло було перевезено у Сталіно тут же і було поховано.
Пам'ятник Кузьмі Якимовичу Гурову було встановлено на його могилі в 1954 році в сквері на вулиці Артема між театром опери та балету і готелем «Донбас Палас» у оточенні будівель споруди 1930-1940-х років.
Пам'ятник являє собою бюст Кузьми Якимовича Гурова. Автори пам'ятника — скульптори Юхим Білостоцький і Еліус Фрідман, архітектор Микола Іванченко. Бюст стоїть на високому гофрованому постаменті, зробленому з чавуну. Основу постаменту виконано у вигляді стилобату з барельєфами.
Пам'ятник споруджено сталінським вагоно-ремонтним заводом облкомгоспу.
У цьому ж сквері знаходиться пам'ятник іншому визволителю Донецька — пам'ятник гвардії полковнику Францу Андрійовичу Гринкевичу.
На честь Гурова у Донецьку також названо проспект.